# 自由民主党行政改革推進本部
行政改革推進本部（ぎょうせいかいかくすいしんほんぶ）は、自由民主党内に置かれている機関のひとつである。

## 概要
党則第79条に基づき総裁直属機関として1995年12月に発足し、行政改革および規制改革に関する事項を一体的に担っている。

## 略歴
- 1995年12月、自由民主党総裁・橋本龍太郎が自身の掲げる六つの改革を実現するため、自由民主党内に党総裁直属の行政改革推進本部が置かれ、初代本部長に水野清が就任した。
- 1998年6月、（橋本行革ビジョン）発表。
- 1998年6月、中央省庁等改革基本法が国会で成立。
- 2000年12月、党と内閣で案を出した行政改革大綱が閣議決定。
- 2001年1月、中央省庁等改革基本法に基づき中央省庁が再編。
- 2006年6月、党と政府の行政改革推進事務局で連携し、策定した「行政改革の重要方針」である簡素で効率的な政府を実現するための行政改革の推進に関する法律が国会で成立。
- 2008年6月、党と政府で提出した国家公務員制度改革基本法が参議院で可決し、成立。

## 歴代の本部長
| 代 | 名前       | 在職期間                |
| -- | ---------- | ----------------------- |
| １ | 水野清     | 1995年12月 -1996年11月  |
| ２ | 佐藤孝行   | 1996年11月 -1997年9月   |
| 3  | 武藤嘉文   | 1997年9月 - 2000年12月  |
| 4  | 野中広務   | 2000年12月 -2001年5月   |
| 5  | 太田誠一   | 2001年5月 -2003年11月   |
| 6  | 衛藤征士郎 | 2003年11月 - 2006年10月 |
| 7  | 中馬弘毅   | 2006年10月 - 2009年10月 |
| 8  | 塩谷立     | 2009年10月 -2010年10月  |
| 9  | 長勢甚遠   | 2010年10月 -2011年10月  |
| 10 | 森英介     | 2011年10月 -2012年10月  |
| 11 | 望月義夫   | 2012年10月 - 2014年9月  |
| 12 | 河野太郎   | 2014年9月 - 2015年11月  |
| 13 | 桜田義孝   | 2015年11月 -2016年8月   |
| 14 | 河野太郎   | 2016年8月 -2017年8月    |
| 15 | 細田博之   | 2017年8月 - 2017年11月  |
| 16 | 甘利明     | 2017年11月 -2018年10月  |
| 17 | 塩崎恭久   | -2018年10月 -2020年9月  |
| 18 | 棚橋泰文   | 2020年9月 - 2021年7月   |
| 19 | 櫻田義孝   | 2021年7月 -2021年11月   |